# Troides hypolitus
Troides hypolitus is een vlinder uit de familie van de pages (Papilionidae). De wetenschappelijke naam werd gepubliceerd in 1775 door Pieter Cramer als Papilio hypolitus.

## Kenmerken
Het achterlichaam van het mannetje vertoont rode en zwarte kleuren, terwijl het vrouwtje een gelige tint heeft. De achtervleugels hebben een goudgele kleur. De spanwijdte bedraagt meer dan 20 cm.

## Verspreiding en leefgebied
De vlinder komt voor in Indonesië op  Sulawesi en een groot aantal eilanden van de Molukken.

## Waardplanten
De waardplanten behoren tot het giftige plantengeslacht Aristolochia, waardoor de rupsen oneetbaar worden voor insecteneters.